# 人生百視達
《人生百視達》（英語：Blockbuster）是一部美國職場電視喜劇，由Vanessa Ramos創造。背景設定於全世界最後一間百視達錄影帶出租店，探索到底需要付出什麼代價和什麼樣的人，才能在一切不利的情況下讓這間小企業生存。由藍道爾·朴、梅麗莎·弗莫洛主演，並將在Netflix播出。該劇於2022年11月3日上線。

## 演員名單

### 主要演員
- 藍道爾·朴 飾演 Timmy，充滿電影熱忱和夢想的百視達店經理。
- 梅麗莎·弗莫洛 飾演 Eliza，Timmy強勢的同事，也是一名盡責的母親。[3]
- 泰勒·艾瓦雷（英语：Tyler Alvarez） 飾演 Carlos，年輕的死忠電影狂粉
- 梅德琳·雅瑟（英语：Madeleine Arthur） 飾演 Hannah
- 歐嘉·梅樂迪（英语：Olga Merediz） 飾演 Connie[4]

### 常設角色
- J·B·史慕福 飾演 Percy
- Kamaia Fairburn 飾演 Kayla[4]

### 客串角色
- Ashley Alexander 飾演 Mila
- Robyn Bradley 飾演 Miranda[5]

## 外部連結
- 互联网电影数据库（IMDb）上《人生百視達》的资料（英文）
- 在Netflix上觀看《人生百視達》